# 鬚單孔魨
鬚單孔魨又名髯魨（學名：Pao barbatus），為輻鰭魚綱魨形目四齒魨亞目四齒魨科的其中一種，為熱帶淡水魚，分布於亞洲湄公河、泰國湄南河流域，體長可達12公分，棲息在流動的底層水域，生活習性不明。在2013年前被認為是坎寶單孔魨的初級同義詞，與坎寶單孔魨外觀近似，但頭部上的鬍鬚和尾柄上是否有刺的解剖細節。